# The Fugitive (álbum)
The Fugitive es el segundo álbum del cantante inglés Tony Banks, el tecladista de la banda de rock Genesis. Fue lanzado originalmente en junio de 1983, sobre Charisma (Reino Unido) y del Atlántico (EE. UU.). Fue producido por Banks, y coproducido por el Premios Grammy-winning Stephen Short. El álbum es sobre todo el primer y único álbum en el que Banks canta la voz principal de todas las pistas, en el anterior álbum conceptual, A Curious Feeling todas las voces se hizo por Kim Beacon. Cuando ese álbum no resultó demasiado éxito Banks pensó que era inútil continuar ese proyecto.
Cuando el álbum fue lanzado a finales de junio de 1983, que recibió críticas mixtas y alcanzó el puesto # 50 en el Reino Unido, con una duración en el Top 100 por solo dos semanas. "This Is Love" y "And the Wheels Keep Turning" fueron lanzados como sencillos, pero no pudo trazar.
El álbum fue reeditado en CD en el Reino Unido, pero es actualmente fuera de impresión y posiblemente más difícil de encontrar que el propio LP de vinilo. Sin embargo, una reedición reciente CD fue lanzado en Rusia, de manera no oficial.

## Grabación
En octubre de 1982, Genesis envuelto su gira de dos meses de América del Norte y Europa en apoyo de su álbum en vivo, Three Sides Live. La banda fue en una breve pausa, y durante este tiempo Banks grabado el álbum, como miembro de la banda Phil Collins Banks grabado todas las pistas básicas en su casa en un 8 pistas grabadora profesional, añade a y mezclado en The Farm, estudio de grabación de la banda en Chiddingfold, Surrey. Genesis volvió a convocar un mes antes de los álbumes liberación en mayo de 1983 para empezar a trabajar en su próximo álbum de estudio en el mismo estudio.
Tres músicos invitados (en su mayoría Steve Gadd) tambores tocados, mientras que un Linn LM-1 fue utilizado en lugar de un baterista en vivo en el papel decisivo "Thirty Three's". Daryl Stuermer (guitarra) desde el Genesis 'y Phil Collins' banda de acompañamiento fue reclutado, como era Mo Foster (bajo) que jugó en Collins' álbum Hello, I Must Be Going!. Las dos canciones bonus "K2", y "Sometime Never" no se incluyeron en el álbum original, debido a la cantidad de espacio, pero todavía se registraron en las mismas sesiones.

## listado de la pista
1. "This Is Love" - 5:11
2. "Man of Spells" - 3:46
3. "And the Wheels Keep Turning" - 4:48
4. "Say You'll Never Leave Me" - 4:32
5. "Thirty Three's" - 4:33
6. "By You" - 4:29
7. "At the Edge of Night" - 6:03
8. "Charm" - 5:27
9. "Moving Under" - 6:01